# 西線11條停留場
西線11條停留場（日语：／ Nishisen-jūichijō teiryūjō */?）是位於北海道札幌市中央區的札幌市交通局（札幌市電車）山鼻西線的鐵路車站。車站位於福住桑園通及南11條通（南11條西14丁目）的十字路口南面。

## 歷史
- 1931年（昭和6年）11月7日 - 隨著新路線設立，南十一條站開始營業。單線行駛。
- 1951年（昭和26年）6月28日 - 南9條－南11條之間雙線化。
- 1951年（昭和26年）10月5日 - 南11條－南16條之間雙線化。
- 1958年（昭和33年）11月15日 - 「南11條」改稱為現在的名稱。[1]

## 車站結構
車站屬於2面2線的側式月台。十字路口的北面為往薄野方向、南面為往西4丁目方向的月台，並且設有安全地域。安全區域設置地面融雪系統及有蓋月台。

## 車站周邊
- 中央區幌西社區規劃中心
- 南警察署幌西派出所
- 札幌南十一條郵政局
- 公共職業安定所（ハローワーク／HELLO WORK）札幌
- 札幌土木經營所
- 岡田設計
- 大成湯
- 金井美智代之美容室
- JR北海道巴士「南11條西16丁目」站

## 相鄰停留場
札幌市交通局（札幌市電）
山鼻西線
西線9條旭山公園通（SC06）－西線11條（SC07）－西線14條（SC08）

## 腳註
1. ↑  田中潛編，《札幌市交通事業三十年史》、札幌市交通局、1958年及日塔聰編、《札幌市交通事業小史》、札幌市交通局、1968年等。

## 外部連結
- 札幌市交通局（日文）